# Karla Suárez
Karla Suárez (L'Avana, 1969) è una scrittrice cubana.

## Biografia
Laureata in Ingegneria in Computer, all'Istituto Superiore Politecnico José Antonio Echeverría (ISPJAE), L'Avana, 1992.
Con il suo primo romanzo Silenzi ha vinto il Premio Lengua de Trapo in Spagna in 1999 ed è stata scelta per il giornale spagnolo El Mundo tra i 10 giovani scrittori dell'anno 2000. Nel 2010 il romanzo Silenzi è stato adattato per il teatro in Francia. Nel 2013, Ecume (l'ensemble corale dell'Università di Montpellier, Francia) ha reso "Soy Cubana", una creazione per il teatro musicale tratto di questo romanzo.
I suoi romanzi sono stati tradotti in diverse lingue compreso l'italiano.
Autrice anche di libri di racconti. Ha partecipato a varie antologie di racconti uscite in Italia, Spagna, Cuba, Stati Uniti, Francia, Portogallo, Inghilterra e diversi paesi dell'America Latina. Nel 1996 dal suo racconto Anniversario è stata tratta una pièce teatrale e nel 2002 due suoi racconti sono stati adattati per la televisione cubana. Nel 2003 ha vinto ex aequo il primo premio per il settore prosa della terza edizione del premio I Colori delle Donne in Italia.
Ha pubblicato anche dei libri di viaggi in collaborazione con il fotografo italiano Francesco Gattoni e un volume di racconti e di foto in collaborazione con il fotografo lussemburghese Yvon Lambert.
Il suo romanzo, Havana, Anno Zero ha vinto il Premio Carbet de la Caraïbe et du Tout-monde ed il Gran Premio del libro Insulare in Francia in 2012.
Ha vinto diverse borse di scrittura in Francia  (Centre National du Livre, l'ARPEL Aquitaine, Maison des écrivains étranger et des traducteurs de Saint-Nazaire) e a Cuba (Razón de Ser 1998, Fundación Alejo Carpentier).
Ha diretto corsi di scrittura creativa in Italia e Francia. È stata collaboratrice in diversi giornali, tra cui lo spagnolo El País o il messicano El informador.
Nel 2007 Karla Suárez è stata scelta per il Hay Festival e per Bogotá capitale mondiale del libro tra i 39 giovani scrittori più rappresentativi dell'America Latina.
Dopo aver vissuto cinque anni a Roma, e sei a Parigi, attualmente risiede a Lisbona, in Portogallo. La scrittrice coordina il Club di Lettura dell'Istituto Cervantes di Lisbona ed è docente presso la Escuela de Escritores de Madrid.

## Opere

### Romanzi
- 1999: Silenzi. Italia, Besa editrice, ISBN 88-87674-00-0 / Ugo Guanda editore, 2005, ISBN 88-8246-426-1 (tascabili). (Premio Lengua de Trapo, Spagna, 1999).
- 2007: La viaggiatrice. Italia, Ugo Guanda editore, ISBN 978-88-8246-921-4.
- 2011: Habana año cero. Cuba, Editorial UNION,  ISBN 978-959-308-204-4.  (Premio Carbet de la Caraïbe et du Tout-monde e Gran Premio del libro Insulare in Francia in 2012).
- 2017: El hijo del héroe. Barcelona, Editorial Comba, ISBN 978-84-947203-3-8.

### Racconti
- 1999: Espuma. Cuba, Letras Cubanas, ISBN 959-10-0485-0. Colombia, Norma, 2001, ISBN 958-04-7014-6.
- 2001: Carroza para actores. Colombia, Norma, ISBN 958-04-6278-X.
- 2007: Grietas en las paredes (Fotos: Yvon Lambert). Bélgica, Husson, ISBN 978-2-916249-22-3.

### Libri di viaggio
- 2007: Cuba les chemins du hasard (Fotos: Francesco Gattoni). Francia,  Le bec en l'air, ISBN 978-2-916073-26-2.
- 2014: Rome, par-delà les chemins (Fotos: Francesco Gattoni). Francia,  Editorial Le bec en l'air,  ISBN 978-2-36744-061-3